# Episodi di Life's Too Short
La prima e unica stagione della serie televisiva Life's Too Short, costituita da sette episodi, è stata trasmessa dal 10 novembre al 20 dicembre 2011 sul canale televisivo britannico BBC Two. In seguito fu annunciato che la serie si sarebbe conclusa con un episodio speciale trasmesso il 30 marzo 2013.
In Italia la serie va in onda dall'8 luglio al 29 luglio 2014 su Sky Arte HD.
| nº | Titolo originale | Titolo originale  | Prima TV UK      | Prima TV Italia |
| -- | ---------------- | ----------------- | ---------------- | --------------- |
| 1  | Episode One      | Primo episodio    | 10 novembre 2011 | 8 luglio 2014   |
| 2  | Episode Two      | Secondo episodio  | 17 novembre 2011 | 8 luglio 2014   |
| 3  | Episode Three    | Terzo episodio    | 24 novembre 2011 | 15 luglio 2014  |
| 4  | Episode Four     | Quarto episodio   | 1º dicembre 2011 | 15 luglio 2014  |
| 5  | Episode Five     | Quinto episodio   | 8 dicembre 2011  | 22 luglio 2014  |
| 6  | Episode Six      | Sesto episodio    | 15 dicembre 2011 | 22 luglio 2014  |
| 7  | Episode Seven    | Settimo episodio  | 20 dicembre 2011 | 29 luglio 2014  |
| 8  | Special          | Episodio speciale | 30 marzo 2013    | 29 luglio 2014  |

## Primo episodio
- Titolo originale: Episode 1

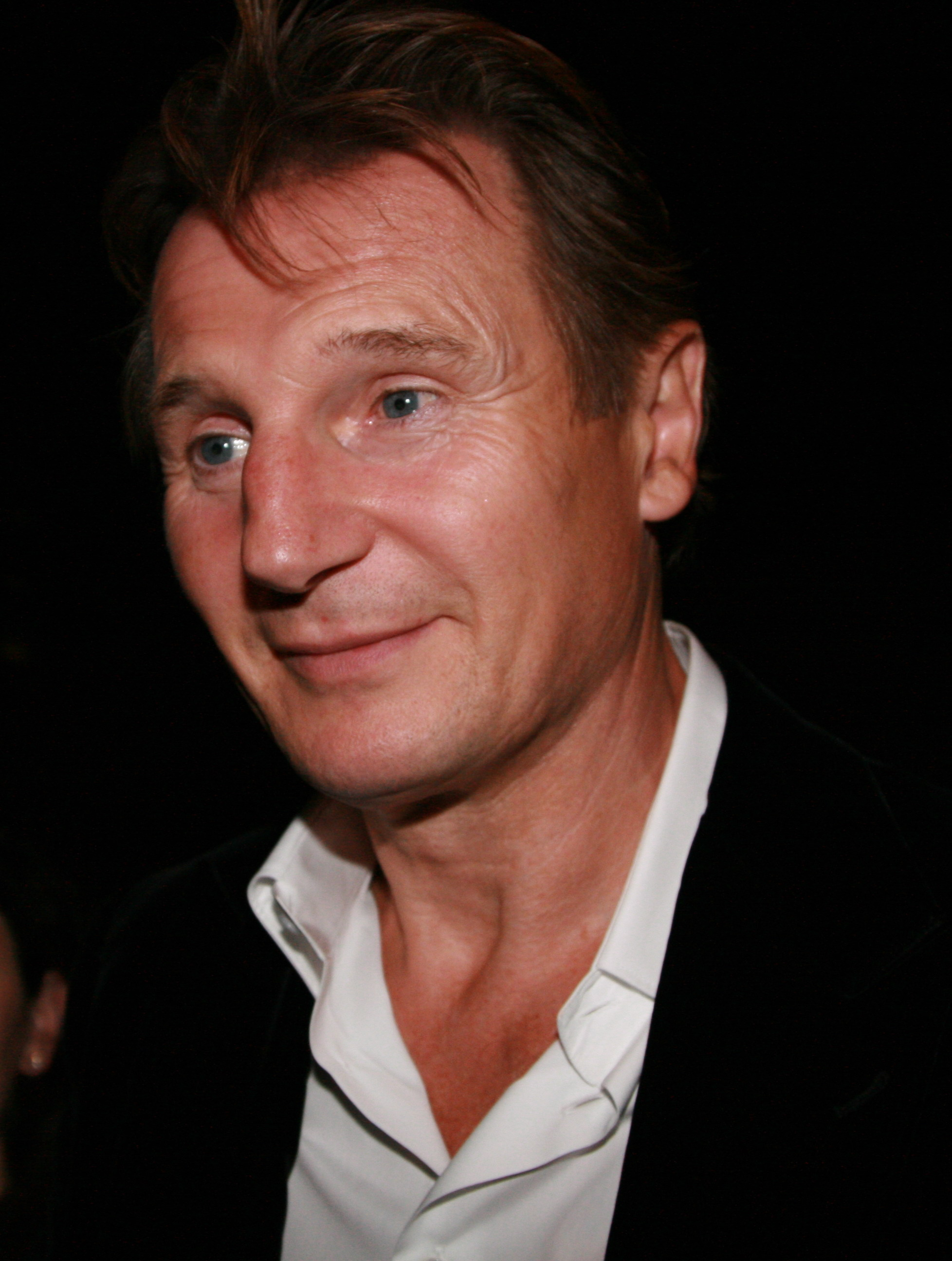
Liam Neeson interpreta se stesso

- Diretto da: Ricky Gervais e Stephen Merchant
- Scritto da: Ricky Gervais e Stephen Merchant

### Trama
Warwick Davis dà inizio al documentario su sé stesso presentandosi in maniera estremamente boriosa, proponendosi agli spettatori come modello a cui guardare per poter restituire dignità al mondo dei "nani". Warwick lavora come agente in rappresentanza di altre persone affette da nanismo. In passato ha recitato in diversi film di successo, ma – per quanto tenti inizialmente di nasconderlo durante le riprese del documentario – attualmente vive una situazione critica: è stato lasciato da sua moglie Sue che ora vuole il divorzio, non viene assunto come attore da anni e si trova in ristrettezze economiche. Warwick si reca dai suoi "amici" Ricky Gervais e Stephen Merchant, produttori televisivi, per chiedere loro un qualche ruolo da attore. Tuttavia i due, che in realtà lo considerano una presenza seccante ed indesiderata, non hanno niente per lui. Warwick decide di assumere una segretaria personale, ma si deve accontentare di Cheryl Wilkins, assolutamente inqualificata ed ottusa.
- Altri interpreti: Jo Enright (Sue), Rosamund Hanson (Cheryl Wilkins), Steve Brody (commercialista), Liam Neeson (se stesso)

## Secondo episodio
- Titolo originale: Episode 2

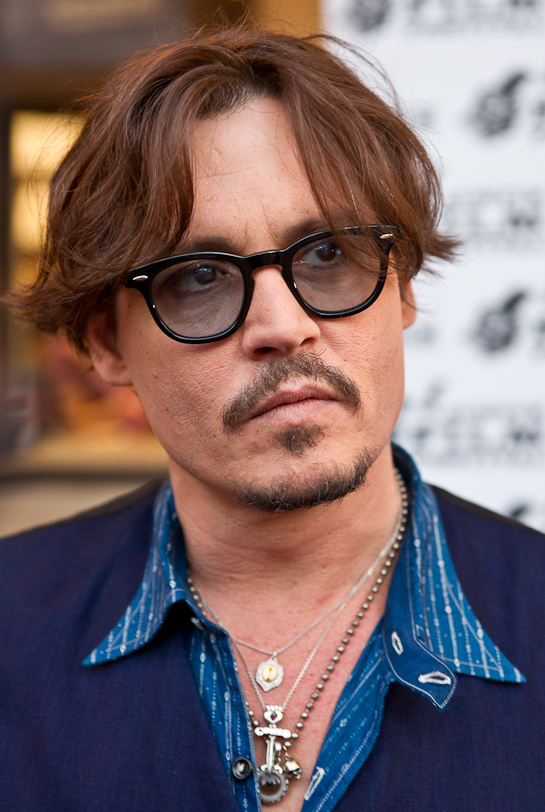
Johnny Depp interpreta se stesso

- Diretto da: Ricky Gervais e Stephen Merchant
- Scritto da: Ricky Gervais e Stephen Merchant

### Trama
Warwick partecipa ad una convention di fantascienza e fantasy per guadagnare un po' di soldi con la vendita di gadget sulla propria persona, mostrandosi venale e cinico nei confronti dei suoi fan. Durante la convention, una giovane coppia gli propone di partecipare come ospite d'onore al loro imminente matrimonio a tema Star Wars. Warwick accetta l'invito non appena i due accennano ad un compenso. Tornato in ufficio, la segretaria lo informa di essere stata contattata dall'agente di Johnny Depp, per proporre a Warwick di lavorare, sotto lauto compenso, come assistente per l'attore hollywoodiano, che deve interpretare la parte del nano Tremotino in un film diretto da Tim Burton. Warwick ovviamente accetta, sebbene già al primo incontro debba sopportare una serie di umiliazioni da parte di Johnny Depp, che lo tratta come un fenomeno da baraccone. Dialogando con l'attore, Warwick accenna alla sua amicizia con Ricky Gervais e, su richiesta di Depp, i due vanno insieme a trovarlo. In realtà tra Depp e Gervais non scorre buon sangue da quando quest'ultimo ha criticato l'attore hollywoodiano durante la cerimonia dei Golden Globe. Johnny Depp si vendica recitandogli una serie di battute derisorie, e se ne va ferito ed adirato quando Ricky e Warwick gli rispondono ironizzando sulla saga dei Pirati dei Caraibi. Warwick perde così un'altra possibilità di risollevarsi economicamente. Anche la sua partecipazione al matrimonio dei due fan è un fallimento: dopo essersi vestito, per volere dello sposo, con un ridicolo costume da orso al fine di assomigliare ad un Ewok, Warwick prende la parola interrompendo il testimone e recita una serie di battute, ma queste mettono in estremo imbarazzo i convitati.
- Altri interpreti: Rosamund Hanson (Cheryl Wilkins), David Fynn (Groom), Tim Key (reporter), Johnny Depp (se stesso)

## Terzo episodio
- Titolo originale: Episode 3
- Diretto da: Ricky Gervais e Stephen Merchant
- Scritto da: Ricky Gervais e Stephen Merchant